# Gerda Krūmiņa
Gerda Krūmiņa, née le 26 novembre 1984 à Cēsis, est une biathlète lettone.

## Biographie
Son premier événement majeur est les Championnats du monde 2005.
Aux Jeux olympiques d'hiver de 2006, elle est 74e du sprint, 70e de l'individuel et 18e du relais. Elle obtient son premier résultat notable aux Championnats du monde 2007, où elle est 38e de l'individuel.
Lors de la saison 2007-2008, elle marque ses premiers points en Coupe du monde avec une 22e place au sprint de Pokljuka.
Elle est médaillée de bronze aux Championnats d'Europe de biathlon d'été 2009.
Aux Jeux olympiques d'hiver de 2010, elle est 47e du sprint, 56e de la poursuite, 68e de l'individuel et 18e du relais. Elle prend sa retraite sportive après la saison 2010-2011.

## Palmarès

### Jeux olympiques d'hiver
| Épreuve / Édition      | Individuel | Sprint | Poursuite | Départ en masse | Relais |
| ---------------------- | ---------- | ------ | --------- | --------------- | ------ |
| JO 2006 Turin          | 70e        | 74e    | —         | —               | 18e    |
| JO 2010 Vancouver 2010 | 68e        | 47e    | 56e       | —               | 18e    |

Légende :
- — : pas de participation à l'épreuve.

### Championnats du monde
| Épreuve / Édition                | Individuel | Sprint | Poursuite | Départ en masse | Relais | Relais mixte                     |
| Mondiaux 2005 Hochfilzen         | 84e        | 89e    | -         | -               | -      | Épreuve inexistante à cette date |
| Mondiaux 2007 Antholz-Anterselva | 38e        | 74e    | -         | -               | -      | 17e                              |
| Mondiaux 2008 Östersund          | 50e        | 69e    | -         | -               | 20e    | -                                |
| Mondiaux 2009 Pyeongchang        | 93e        | 67e    | -         | -               | 20e    | -                                |

Légende :

 : épreuve inexistante

- : n'a pas participé à l'épreuve

### Coupe du monde
- Meilleur classement général : 71e en 2008.
- Meilleur résultat individuel : 22e.

#### Différents classements en Coupe du monde
| Année     | Classement général final | Sprint | Poursuite | Individuel | Mass start |
| 2007-2008 | 71e                      | 55e    | -         | -          | -          |